# エルンスト・トレルチ
エルンスト・トレルチ（Ernst Troeltsch、1865年2月17日 - 1923年2月1日）は、ドイツのルター派神学者・宗教哲学者。
ルネサンスと宗教改革によってもたらされた西洋近代の本質を神学的・歴史的な立場から追求した。またキリスト教の絶対性を否定し、多くの議論を引き起こした。ハイデルベルクにて盟友であったマックス・ヴェーバーと交わり、その宗教社会学に神学的な基礎付けという意味で影響を与えた。

## 生涯
1865年、アウクスブルク近郊で医師である父と外科医の娘である母との間に生まれる。1884年にエルランゲン大学に入学しプロテスタント神学を学ぶ。その後、ベルリン大学を経てゲッティンゲン大学に移籍しアルブレヒト・リッチュルの下で神学を学んだ。
1891年にゲッティンゲン大学で教授資格を取得し、宗教史学派の主導者となる。1892年にボン大学神学部で組織神学講座の定員外教授となり、1894年からハイデルベルク大学で組織神学の正教授を務めた。
1905年にマックス・ヴェーバーと伴にアメリカに渡り、アメリカの宗教や教会の視察を行った。1909年からは同大学の神学部教授、哲学部の文化哲学と宗教哲学の嘱託教授となる。
1914年からはベルリン大学で哲学科教授を務めた。
第一次世界大戦では当初熱狂的な支持者となり、ドイツの戦争目的を文化的・思想的に正当化する執筆活動や演説を行った。しかし、戦争が長期化するに連れてその誤りに気付き、早期終戦を唱えるようになった。プロイセン議会の開設や選挙法の改正に尽力し、アドルフ・ハルナックの紹介で王国首相ベートマン・ホルヴェークの政策顧問官となる。1919年から1921年までプロイセン州文部芸術省次官となり、文化・教会政策を担当し国家と教会の関係法の改正に尽力した。
1923年、ベルリンにて死去。

## 思想
主著のひとつ『キリスト教の教会とその諸集団の社会教説』（1912年）においてトレルチは、プロテスタンティズムを古プロテスタンティズム（ルター主義、カルヴァン主義などを含む国家教会）と新プロテスタンティズム（ピューリタニズムなどを含む自由教会）に分け、さらに神秘主義を加えてその文化的意義を考察した。ルター派神学者という立場から、ルター主義が国家教会としてイデオロギーに組み込まれ神権政治の具となっている現状を批判し、政教分離が保証されているアングロサクソンの自由教会に共感を寄せている。しかし、ドイツの政教分離は不可避の問題としつつも、戦後に至ってもドイツの保守的な伝統やナショナリズムへの評価を克服することはなかった。

## 著作・日本語訳
- 近代世界とプロテスタンティズム （西村貞二訳 創元社 1950年 / 新教新書 1962年）
- ヨーロッパ精神の構造 ドイツ精神と西欧 （西村貞二訳 みすず書房 1952年）
  - ドイツ精神と西欧　（筑摩書房〈筑摩叢書〉 1970年、復刊1985年）
- アウグスティヌス キリスト教的古代と中世 （西村貞二訳 新教出版社 1952年 / 新教新書 1965年 復刊2008年）
- 歴史主義とその克服 五つの講演 （大坪重明訳 理想社 1956年）
- ルネサンスと宗教改革 （内田芳明訳 岩波文庫 1959年） - 重版多数
- トレルチ著作集 （全10巻、ヨルダン社、1980年 - 1988年）
  - 1 宗教哲学 （森田雄三郎、高野晃兆ほか訳）
  - 2 神学の方法 （高森昭訳）
  - 3 キリスト教倫理 （佐々木勝彦訳）
  - 4・5・6 歴史主義とその諸問題 （近藤勝彦訳）
  - 7 キリスト教と社会思想 （住谷一彦ほか訳）
  - 8・9 プロテスタンティズムと近代世界 （堀孝彦、芳賀力、河島幸夫訳）
  - 10 近代精神の本質 （小林謙一訳）
- 私の著書 （荒木康彦訳 創元社 1982年）
- 信仰論 （安酸敏眞訳 教文館〈近代キリスト教思想双書〉1997年）
- 古代キリスト教の社会教説 （高野晃兆・帆苅猛訳 教文館 1999年）
- キリスト教の絶対性と宗教の歴史 （深井智朗訳　春秋社 2015年）

## 伝記
- 西村貞二『ヴェーバー、トレルチ、マイネッケ－ある知的交流』 中央公論社〈中公新書〉、1988年
- 西村貞二『トレルチの文化哲学』 南窓社〈キリスト教歴史双書〉、1991年